# Rockford, Ohio
Rockford là một làng thuộc quận Mercer, tiểu bang Ohio, Hoa Kỳ. Năm 2010, dân số của làng này là 1120 người.

## Dân số
- Dân số năm 2000: 1126 người.
- Dân số năm 2010: 1120 người.